# Volksmotion
Eine Volksmotion, im Kanton Solothurn Volksauftrag genannt, ist ein politisches Recht, das seit den 1980er-Jahren in die Verfassungen mehrerer Kantone und Gemeinden der Schweiz Eingang gefunden hat.

## Kantone
Eine Volksmotion trägt die Unterschriften einer gewissen Anzahl Bürgern, die in kantonalen Angelegenheiten stimm- und wahlberechtigt sind, und verlangt von der Kantonsregierung, dass diese ein Gesetz ausarbeite oder eine bestimmte Massnahme ergreife. Im Unterschied zur Volksmotion wird eine parlamentarische Motion von Mitgliedern des Kantonsparlaments unterzeichnet. Die Volksmotion wird vom Parlament praktisch wie eine parlamentarische Motion behandelt. In den Kantonen Solothurn, Neuenburg und Schaffhausen braucht es für eine Volksmotion 100, im Kanton Freiburg 300 Unterschriften.

## Gemeinden
Auf kommunaler Ebene kennen die Stadt Luzern und – seit 2014 – die Gemeinden des Kantons Neuenburg das Instrument der Volksmotion. Zur Einreichung einer Volksmotion sind in ersterer 100 gültige Unterschriften von in der Stadt Luzern Stimmberechtigten nötig. Seit einer Revision im Jahr 2013 wurde die Volksmotion um den neu Bevölkerungsantrag genanntes Instrument eingeführt, welches auch Niedergelassenen Ausländern ab 18 Jahre mit einer Unterschriftenzahl von 200 möglich ist, wie es Schweizerinnen und Schweizer es mit der Volksmotion bereits können. Nach der Einreichung wird die Volksmotion wie eine parlamentarische Motion des Grossen Stadtrates von Luzern behandelt. In den neuenburgischen Gemeinden muss eine Volksmotion von mindestens so vielen Stimmberechtigten unterzeichnet werden, wie der jeweilige kommunale Legislativrat Mitglieder hat, also von zwischen neun und 41 Personen. – Es gibt ferner Gemeinden, die das Instrument für Gruppen ohne die ordentlichen politischen Rechte reserviert haben, zum Beispiel für Jugendliche unter 18 Jahren oder Ausländerinnen und Ausländer mit Wohnsitz in der Gemeinde.

## Bund
Auf Stufe Bund existiert dieses Partizipationsinstrument nicht, ein Begehren für deren Einführung wurde 2012 im Ständerat verworfen. Die prozedurale Handhabung von Petitionen in den eidgenössischen Räten kommt jedoch der Volksmotion ziemlich nahe.